# Willy Aubameyang
Willy Fils Aubameyang, mais conhecido como Willy Aubameyang (Paris, 16 de fevereiro de 1987), é um ex-futebolista franco-gabonês que atuava como atacante. É irmão dos também futebolistas Pierre-Emerick Aubameyang, Catilina Aubameyang e filho do ex-jogador Pierre Aubameyang. 

## Carreira
Jogou nas divisões de base do Milan, da Itália entre 2005 e 2007, quando subiu ao time principal.
Em junho de 2008, foi emprestado ao Avellino, e em seguida ao Eupen.

## Gabão
Fez parte do elenco da Seleção Gabonense de Futebol na Campeonato Africano das Nações de 2010.

## Títulos
Milan
- UEFA Super Cup: 2007